# Ten tajemný předmět touhy
Ten tajemný předmět touhy (francouzsky Cet obscur objet du désir; španělsky Ese oscuro objeto del deseo; česky také Tajemný předmět touhy) je filmové drama z roku 1977 režírované Luisem Buñuelem. Představuje jeho třicátý druhý a zároveň poslední snímek. Natáčen byl ve Španělsku a Francii také jako projev vzdoru vůči formě terorismu – atentátu, který doprovází lidskou společnost.
Děj vypráví komplikovaný vztah stárnoucího a bohatého Francouze Mathieua, jehož postavu ztvárnil Fernando Rey k mladé španělské tanečnici flamenca Conchitě, kterou ve filmu střídavě hrály herečky Carole Bouquet a Ángela Molinová. V důsledku neuspokojení mužových romantických a sexuálních tužeb vůči rafinované dívce, u něj postupně narůstá frustrace.
Ten tajemný předmět touhy byl nominován na dva Oscary za nejlepší cizojazyčný film a za nejlepší adaptovaný scénář, ani v jednom případě však sošku nezískal.

## Pozadí vzniku
Režisér měl v plánu po svém předchozím filmu z roku 1974 Přízrak svobody, ukončit aktivní filmařskou kariéru. Po naléhání okolí, zejména pak producenta Serge Silbermana, se rozhodl v sedmdesáti sedmi letech k realizaci tohoto díla.
Předlohou se stal román Žena a tatrman napsaný Pierrem Louÿsem. Buñuel byl se scénářem do velké míry spokojen, když každá scéna obsahovala začátek, vývoj a závěr.
Název filmu vznikl podle výrazu „bledý předmět touhy“, jenž Louÿs použil v knižní předloze.

### Obsazení
Do hlavní role zralého muže byl obsazen španělský herec Fernando Rey, který s Buñuelem opakovaně spolupracoval v jeho pozdním období. Film je natočený ve francouzštině. Pouze několik monologů a dialogů je namluveno ve španělštině. Reye tak v originále daboval Michel Piccoli.
Snímek se stal známým pro obsazení dvou hereček do jedné role. Francouzka Carole Bouquet a Španělka Ángela Molinová ztvárnily osmnáctiletou Conchitu. Obě herečky se v průběhu děje střídají, dokonce i v průběhu jediné scény. Molinovou ve francouzském originálu namluvila Florence Giorgettiová.
V autobiografii Do posledního dechu (1983) jako důvod tohoto rozhodnutí režisér uvedl:
| „             | V roce 1977 v Madridu jsem byl zoufalý po naprostém neporozumění s jednou herečkou a z nemožnosti pokračovat v natáčení „Tajemného předmětu touhy“. Producent Serge Silberman se rozhodoval, že zastaví film … Jednou večer jsme se oba ocitli v baru dost skleslí, a tehdy jsem dostal nápad, … že angažuji dvě herečky, aby hrály jednu roli, což nikdo předtím neudělal. Serge se toho nápadu chytil, i když to byl jen vtip, a tak byl film zachráněn díky jednomu baru | “ |
| — Luis Buñuel | |   |

Kniha však neuvádí identitu zmiňované herečky, ačkoli v závěru autor napsal, že se nejednalo ani o Bouquetovou či Molinovou. Až v knize Luis Buñuel: The Complete Films (2005) se dané jméno objevilo. Uvedena byla Maria Schneiderová, s níž Buñuel nemohl po třech natáčecích dnech pokračovat, protože postavu Conchity nebyla schopná zahrát.
Český filmový kritik Jiří Cieslar o postavě Conchity napsal:
| „              | Pro ztělesnění této postavy Buñuel zvolil dvě sobě nepodobné herečky, takže těkavá hra protikladných povahových rysů, něhy a krutosti, čistoty a lascivity, pokory a útočnosti, které se v Conchitě tajuplně, to jest harmonicky spojují, se zde zvnějšňuje i fyzickou rozdvojeností | “ |
| — Jiří Cieslar | |   |

## Děj
Příběh filmu vypráví zámožný francouzský obchodník Mathieu (Fernando Rey) svým spolucestujícím v kupé vlaku jedoucího ze Sevilly do Paříže. Před odjezdem vylil kýbl vody na dotírající dívku z nástupiště. Jednalo se o místní mladou tanečnici flamenca Conchitu (Carole Bouquet a Ángela Molinová), do které je hluboce zamilován a s níž prochází komplikovaným vztahem. Spolucestující, kterými jsou trpaslík – profesor psychologie (Piéral), další muž a žena (Milena Vukoticová) s dcerou, se zajímají o obsah příběhu.
Děj se tak přenáší do světa vyprávění jejího aktéra… Okouzlený Mathieu poznává osmnáctiletou Conchitu jako novou služku ve svém domě. Po první projevené náklonnosti vůči ní, však dívka beze stopy mizí. Po několika měsících si k němu přisedá ve venkovní hotelové restauraci ve Švýcarsku. Sděluje mu adresu svého pařížského bydliště, kde žije se silně věřící matkou. Žádná z nich nepracuje. Žijí prostým, ale hrdým životem. Mathieu je natolik zamilován, že nevynechá jediný den, aby nepřišel mladou Sevillanku navštívit. Ochotně oběma ženám finančně vypomáhá.
Poté, co naléhá, aby se Conchita stala jeho milenkou, začíná komplikovaný vztah. Dívka se svěřuje, že jej miluje a na důkaz této lásky mu zatím nechce fyzicky podlehnout. Francouz je zmatený, ale ochotný k oběti čekání. Když zjistí, že v jejím pokoji přespává mladý hoch, se zdůvodněním, že nemá kde bydlet, dochází mu trpělivost a oba z domu vyhazuje. Rozhoduje se natrvalo ukončit tento zvláštní poměr.
Zjišťuje však, že láska je silnější než on. Požádá proto svého bratrance Edouarda (Julien Bertheau), pracujícího u soudu, aby mu jakkoli znemožnil opět se potkat s tanečnicí. Bez zjevného zdůvodnění jsou obě Španělky z Francie vyhoštěny a odjíždějí zpět do Sevilly.
Mathieu se rozhodne z opojné lásky vyléčit cestováním. Plánuje, že navštíví místa ve vzdáleném světě, ale touha jej opět zachytne do svých pavučin a přiměje zamířit do Sevilly. Zde se znovu setkává s Conchitu, která pracuje jako tanečnice flamenca v místní restauraci. Poté, co zjistí, že před turisty vystupuje nahá, vybuchuje vztekem a je znechucen. Přesto si oba vyznávají lásku a mladá dívka od něj získává vysněný dům, ve kterém se pár hodlá usadit.
Mathieu však při večerním příchodu za Conchitou zjišťuje, že brána je zamknutá. Španělka vychází na dvůr a hlásá, že lásku jen předstírala, nikdy k němu žádné city nesdílela a její tělo nelze koupit. Mladý přítel, který se kdysi ukrýval v jejím pokoji, vychází na dvůr za ní a před šokovaným obchodníkem se oba oddávají milostným hrám. Při nočním příjezdu domů je Francouz v autě přepaden muži se samopalem.
Druhý den přichází tanečnice za Mathieem, aby mu prozradila, že včerejší vystoupení byla pouze nahraná etuda a nevinný žert. Domnělý milenec je ve skutečnosti homosexuál a ona stále ještě panna. Obchodník má pocit, že už si s ním dívka zahrávala příliš dlouho a dává průchod frustraci, když ji namístě surově zfackuje. Conchita má prý nyní jistotu, že je opravdu milována. Obchodník odjíždí na vlakové nádraží a děj se přenáší do přítomnosti. Při nástupu do auta je svědkem výbuchu nálože v nedalekém autě.
Španělka na nástupišti nezůstala, ale také nastoupila do rozjíždějícího se vlaku. Objevuje se v kupé a Mathieemu na oplátku vylévá kbelík vody na hlavu. Společně pak odjíždějí z pařížského nádraží taxíkem. V obchodní pasáži pozorují švadlenu, jak ve výloze látá bílý děravý plášť. Následně odcházejí a za řinčení skla dochází k dalšímu teroristickému výbuchu.

## Obsazení
| Fernando Rey        | Mathieu Faber                    |
| Carole Bouquet      | Conchita                         |
| Ángela Molinová     | Conchita                         |
| Piéral              | trpaslík, profesor psychologie   |
| Julien Bertheau     | bratranec Edouard                |
| André Weber         | sluha Martin                     |
| Maria Asquerinová   | matka Conchity, Perezovo vtělení |
| Milena Vukoticová   | cestující žena                   |
| Ellen Bahlová       | rivalka                          |
| Muni                | domovnice                        |
| Bernard Musson      | policista                        |
| Jacques Debary      | soudce                           |
| Valérie Blancová    | děvčátko                         |
| Lita Lluch-Peirová  | tanečnice                        |
| Isabelle Rattierová | sekretářka                       |
| Isabelle Sadoyanová |                                  |
| Antonio Duque       |                                  |
| André Lacombe       |                                  |
| Annie Monangeová    |                                  |